# Río sagrado (novela)
Río sagrado (en inglés: River God) es el título de una novela del autor Wilbur Smith ambientada en el Segundo Periodo Intermedio del antiguo Egipto. Fue publicada en 1994 y junto a El séptimo papiro,  El hechicero y El soberano del Nilo forma parte de una serie de novelas ambientadas en Egipto. El primer y segundo título de dicha serie  fueron llevados a la televisión bajo el formato de miniserie en 1999 por Kevin Connor bajo el título El séptimo sello de la pirámide (The Seventh Scroll).

## Resumen de la trama
En la novela el autor simula recoger las memorias del esclavo y consejero Taita poco antes, durante y después de la invasión de los hicsos. En el libro narra la impresión causada en los egipcios la aparición de nuevas armas y animales gracias a los cuales los invasores vencen con total superioridad.

## Precisión histórica
Es necesario indicar que la obra de Wilbur Smith posee ciertos pasajes contrastados por lo historiadores, como la introducción en Egipto del potente arco compuesto o el carro tirado por caballos traídos por los hicsos, pero todo el trabajo es por completo una obra de ficción histórica, sin estar basado en hechos documentados y, como afirma su resumen, «ambientada en un pasado remoto donde la historia se confunde con la leyenda».